# Кафуэ (город)
Кафуэ (англ. Kafue) — город в замбийской провинции Лусака. Административный центр округа Кафуэ.

## Географическое положение
Находится на северном берегу реки Кафуэ, в 44 км к югу от столицы страны, города Лусака и в 200 км к востоку от национального парка Кафуэ. Город расположен между рекой Кафуэ и холмами, достаточно высоко от реки, чтобы избежать ежегодных наводнений. Высота центра города составляет 1023 м над уровнем моря.

## Экономика и транспорт
Через Кафуэ проходит два транс-африканских автомобильных маршрута:
- шоссе Каир-Кейптаун
- шоссе Бейра-Лобиту[англ.]

Кафуэ — важный промышленный центр, где развита металлургия, производство азотных удобрений, пищевая промышленность и т.д. В 30 км ниже по течению реки Кафуэ расположена гидроэлектростанция Кафуэ-Гордж, мощность которой составляет 990 МВт. Важную роль с экономике играют также сельское хозяйство и коммерческая ловля рыбы.
В городе есть железная дорога, соединяющая Лусаку с городом Ливингстон на юге Замбии. Имеется небольшой аэропорт.

## Демография
По данным на 2012 год население города составляет 46 072 человека. Среди населения старше 15 лет 73,11 % — протестанты, 11,08 % — исповедуют другие религии и конфессии и 15,80 % — не относят себя ни к одной из религий.
Население города по годам:
| 1980   | 1990   | 2000   | 2012   |
| ------ | ------ | ------ | ------ |
| 29 800 | 43 801 | 45 890 | 46 072 |

## Известные уроженцы
- Чисамба Лунгу — замбийский футболист